# Rodina Pasiphae

Tento diagram znázorňuje největší nepravidelné satelity Jupiteru. Ze skupiny Pasiphae jsou znázorněny měsíce Pasiphae a Sinope. Vodorovná osa znázorňuje vzdálenost od Jupiteru, vertikální osa znázorňuje jednotlivé inklinace. Excentricita je označena žlutými čarami, které zobrazují maximální a minimální vzdálenost jednotlivých objektů od Jupiteru. Kruhy označují velikost jednotlivých měsíců v porovnání s ostatními.

Tento diagram porovnává oběžné prvky a relativně velikosti hlavních členů rodiny Pasiphae. Vodorovná osa znázorňuje jejich průměrnou vzdálenost od Jupiteru, vertikální osa jejich orbitální inklinace a kruhy jejich relativní velikosti.

Tento diagram srovnává rozptýlení rodiny Pasiphae (červená), rodiny Ananke (modrá) a rodiny Carme (zelená).

Rodina Pasiphae je skupina retrográdních nepravidelných přirozených satelitů Jupiteru s podobnými oběžnými vlastnostmi jako má měsíc Pasiphae, s nímž sdílejí stejný původ.
Pohybují se po eliptických oběžných drahách ve vzdálenosti mezi 22,8 až 24,1 Mm (stejná vzdálenost jako Rodina Carme) s inklinací v rozmezí od 144,5° do 158,3 ° a excentricitou 0,25 až 0,43.
Hlavní měsíce rodiny (od největšího):
- Pasiphae
- Sinope, dvě třetiny velikosti Pasiphae
- Callirrhoe
- Megaclite
- Autonoe
- Eurydome
- Sponde

Další měsíce rodiny:
- Hegemone
- Cyllene
- Aoede
- Kore
- S/2003 J 4
- S/2003 J 23

Mezinárodní astronomická unie (IAU) si zarezervovala jména končící na "-e" výhradně pro retrográdní satelity včetně členů této rodiny.

## Původ
Rodina Pasiphae pravděpodobně vznikla rozpadem většího asteroidu, který se nacházel v gravitačním vlivu Jupiteru. Původní asteroid nebyl kolizí příliš poškozen, jeho původní velikost se odhaduje na 60 km v průměru, přibližně stejnou velikost má dnešní měsíc Pasiphae, který představuje 99 % hmoty původního tělesa. Pokud však Sinope patří do této skupiny, tak Pasiphae tvoří jen 87% původního tělesa.
Na rozdíl od rodin Carme a Ananke, není teorie původu jediného rozpadu pro rodinu Pasiphae jednoznačně akceptována, jelikož se hodnoty inklinací jednotlivých členů neshodují. Sekulární rezonance známá u Pasiphae a Sinope by mohla být modelem jejich oběžných drah a vysvětlením postkolizního rozptýlení oběžných prvků. Alternativou je, že měsíc Sinope není součástí původního tělesa, ale byl nezávisle zachycen gravitací Jupiteru.
Barevné rozdíly mezi tělesy (šedá Pasiphae, světlá pro Callirrhoe a Megaclite) také naznačují, že tato rodina měsíců může mít složitější původ než pouhou jednu kolizi.